# Опијум
Опијум (макове сузе; научни назив: Lachryma papaveris) супстанца је која се добија засецањем зелених чахура посебне врсте мака (лат. Papaver somniferum) из којих цури као млечни сок, а затим се суши на ваздуху док се не добије смеђа маса. Садржи преко 20 алкалоида од којих су неки присутни као слободни док су други везани за сумпорну или меконску киселину. Највећу практичну примену нашла су 4 алкалоида опијума: морфин, кодеин, папаверин и наркотин (носкапин). Приближно 12 процената опијума чини аналгетички алкалоид морфијум, који се хемијски прерађује у хероин и друге синтетичке опиоиде за медицинску употребу и за илегалну трговину дрогом. Латекс такође садржи уско повезане опијате кодеин и тебаин и неаналгетичке алкалоиде као што су папаверин и носкапин. Традиционални, радно интензиван метод добијања латекса је ручно гребање незрелих махуна (плодова); латекс исцури и осуши се до лепљивог жућкастог остатка који се касније струже и дехидрира. Реч „меконијум“ (изведена из грчког „опијуму сличан“, мада се сада односи за столице новорођенчади) у прошлости се односила на сродне, слабије препарате направљене од других делова опијумског мака или различитих врста мака.
Први писани подаци о употреби опијума потичу из најстарије људске историје, односно из 3. века п. н. е. Методе производње нису се значајно промениле од древних времена. Селективним оплемењивањем биљке Papaver somniferum, садржај фенантренских алкалоида морфина, кодеина и у мањој мери тебаина је знатно повећан. У модерно доба, већи део тебаина, који често служи као сировина за синтезу оксикодона, хидрокодона, хидроморфона и других полусинтетичких опијата, потиче из екстракције Papaver orientale или Papaver bracteatum.
За нелегалну трговину дрогом, морфин се екстрахује из опијумског латекса, смањујући масу материјала за 88%. Затим се претвара у хероин који је готово двоструко снажнији, и повећава вредност за сличан фактор. Редукована тежина производа олакшава шверц.
У Краљевини Југославији, мак је сејан и опијум произвођен у Јужној Србији (Македонији) - нпр. принос 1935. је износио 57.051 кг, а 1935/36 засејано је 8.008 хектара у 14 срезова, највише у жеглиговском (крај око Куманова). Према закону из 1939, приватна лица су била дужна пријавити и продати Призаду (Привилегованом извозном друштву) сав опијум који поседују - тада се пријавило 867 лица са 56.844.405 килограма (?) старог опијума.

## Историја
Медитеранска регија садржи најраније археолошке доказе о људској употреби опијума; најстарија позната семена потичу из више од 5000 година пре нове ере из неолитског доба кад су кориштена у сврхе као што су храна, анестетици и обреди. Евиденција из древне Грчке указује на то да се опијум конзумирао на неколико начина, укључујући удисање пара, супозиторија, медицинских облога и у комбинацији са кукутом за самоубиство. Сумерска, Асирска, Египатска, Индијска, Минојска, Грчка, Римска, Персијска и Арапска империја су широко користиле опијум, који је тада био најмоћнији облик ублажавања болова, омогућавајући древним хирурзима да изводе дуже оперативне захвате. Опијум се помиње у најважнијим медицинским текстовима древног света, укључујући Еберски папирус и списе Диоскорида, Галена и Авицене. Широка медицинска употреба непрерађеног опијума наставила се током Америчког грађанског рата пре него што је уступила место морфину и његовим наследницима, који су могли да се убризгавају у прецизно контролисаним дозама.

### Древна употреба (пре 500. године)
Опијум се активно сакупља од око 3400. п. н. е. Горњи азијски појас Авганистана, Пакистана, северне Индије и Бурме и даље чине највећу залиху опијума на свету.
Извештено је о најмање 17 налаза Papaver somniferum из неолитских насеља широм Швајцарске, Немачке и Шпаније, укључујући постављање великог броја капсула маковог семена на местима сахране (Куева де лос Мурциелагос, или „Пећина слепих мишева“, у Шпанији)), које су угљеником-14 датиране на 4200. п. н. е. Објављени су и бројни налази P. somniferum или P. setigerum из насеља бронзаног и гвозденог доба. Први познати узгој опијумског мака су у Месопотамији, отприлике 3400. п. н. е., обављали су Сумери, који су биљку називали хул гил, „биљком радости“. Плочице пронађене у Нипуру, сумерском духовном центру јужно од Багдада, описивале су сакупљање сока од мака ујутру и његову употребу у производњи опијума.